# Rigsrådet (Norge)
 For alternative betydninger, se Rigsrådet. (Se også artikler, som begynder med Rigsrådet)
Rigsrådet i Norge var en forsamling af stormænd.
Rigsrådets historie tilhører så godt som udelukkende unions- og forfaldstiden. Vistnok er der tidlig spor af, at landets højbårne høvdinger, især lendmændene såvel som enkelte højere hirdembedsmænd, såsom stalleren, har været ansete som kongernes selvskrevne rådgivere; men nogen herpå sigtende organisation fandtes ikke. Efter som kongen opholdt sig i denne eller hin landsdel, var det fortrinsvis dennes lendemænd, som omgav ham, og som han søgte råd hos. Men såvel i henseende til rådgivernes personer som til den udstrækning, hvori han valgte at følge deres råd, var han formelt ubunden. Dette udelukkede dog ikke, at kongen faktisk og politisk kunne føle sig tvungen til at rette sig efter den gennem sådanne råd tilsynekomne opinion. Et vigtigt eksempel herpå har man fra 1046, da lendemændene i anledning af det da indtrådte samkongedømme hindrede rigets opdeling mellem de to konger.
1164 sammentrådte i Bergen det første rigsmøde af gejstlige og verdslige høvdinger fra det hele land, og en her foretagen vigtig lovforandring forkyndte sig at være vedtaget med samtykke af de forstandigste mænd i landet. I 13. århundrede holdtes sådanne rigsmøder oftere; men lige over for kongedømmets stigende magtudfoldelse forblev deres statsretslige kompetence uudviklet og usikker. Derimod antager i det samme tidsrum det nu såkaldte »kongens råd« efterhånden fastere skikkelse. Det gør på een gang tjeneste som rådgivende og administrerende centralorgan. Det består dels af enkelte lendemænd, som efter indkaldelse for længere tid ad gangen eller til stadighed opholder sig i »kongens gård«, dels af de højeste hirdembedsmænd, blandt hvilke kongens kapellan i egenskab af »kansler« snart bliver den mest fremtrædende. Som rådgivende tiltrådtes »kongens råd« derhos ved vigtigere lejligheder af andre i formen tilkaldte, men faktisk selvskrevne gejstlige og verdslige værdighedsbærere (biskopper, lendemænd o.fl.), – »det større råd«.
Sin største magtfylde opnåede rådet under den svage og en tid lang mindreårige kong Erik Magnussøn (1280–99), dog særlig for dets verdslige bestanddeles vedkommende »samtykke af kongens højeste råd« og lign. blev nu stående påberåbelser i de kgl. udfærdigelser.
Efterfølgeren, den kraftige Håkon 5., søgte atter at indskrænke rådets magtfuldkommenhed og gav det derfor en mere embedsmæssig administrativ karakter. I virkeligheden udrettede han dog herved kun at tildele det en fastere organisation, som navnlig kom til udtryk i bestemmelserne om formynderrådet (1302). Dette var et tolvmandsråd, hvoraf 4 udgør det »daglige råd«, og til disse 4 hører mærkesmanden og kansleren.
Efter Håkon 5.s død 1319 overtog dette råd som unions- og formynderregering snart selv, med drottseten (se drost) i spidsen, landsstyrelsen og blev på ny det naturlige organ for aristokratiets (nu »riddernes«, de store, men fåtallige jorddrotters og den høje gejstligheds) statsopfattelse og interesser. Fra nu af benævnes det da også med det sydfra stammende ord »rigsråd«. Som sådant spiller det i resten af det urolige 14. århundrede en fremtrædende rolle såvel i politik som i administration og opnåede især under Haakon VI og Olav V (1355-87) en regelmæssig og sikret andel i regeringen.
Efter den myndige og for Norges særinteresser nærmest fjendtlige dronning Margretes overtagelse af styret tilsidesattes derimod det norske rigsråd stadig mere (jfr. kansler). Indsættelsen af udenlandske mænd som biskopper gjorde dets gejstlige bestanddel delvis fremmed for landets krav, og det samme blev i 15. århundrede mere og mere tilfældet med dets verdslige medlemmer, idet det indfødte aristokrati stærkt opblandedes med i Norge indgiftede, navnlig danske adelsmænd, som optoges i rigsrådet. Under Christoffer af Bayern fik det rigtignok igen for en kort tid en mere ordnet indflydelse på rigets anliggender. Men fra oldenborgernes tronbestigelse gik dets evne til at gøre sig gældende atter stærkt tilbage såvel i form som i realitet. Danske rigsråder begyndte at tage del i norske regeringssager, og det forbedrede heller ikke stillingen, at det norske rigsråd for det daglige styres vedk.
Efterhånden spaltedes rådet i to afdelinger, en sønden- og en norden- (og vesten-)fjeldsk, den sidste med sit midtpunkt i ærkebiskoppen af Nidaros, som i denne periode havde afløst kansleren som den egentlig formand i det hele råd. Overhovedet fik Norges tiltagende afmagt sit mest umiddelbart betegnende udtryk i dets rigsråd. Dettes endelige afskaffelse var en konsekvens af statskuppet 12. august 1536, hvorved det katolske bispedømme blev afskaffet og dets gods inddraget under kronen. Dette skridt blev legaliseret ved recessen af 30. oktober 1536. I håndfæstningen af samme dag § 3 lover kongen Danmarks adel, at hvis det lykkes ham at bringe Norges rige under sit herredømme, da skal det inkorporeres i Danmarks rige »og under Danmarks krone til evig tid«. Dermed faldt behovet for et norsk rigsråd bort. Fra Christian 3. tronbestigelse får det danske rigsråd regelmæssig at gøre også med visse norske anliggender.